# 金鸡岭石拱桥
金鸡岭石拱桥，位于中国广东省云浮市罗定市金鸡镇政府后，为罗定市的一个市级文物保护单位，类型为古建筑，公布时间为1994年6月8日。
金鸡岭石拱桥的历史年代为明代。